# 洛万乡
洛万乡，是中华人民共和国贵州省黔西南布依族苗族自治州兴义市下辖的一个乡镇级行政单位。

## 行政区划
洛万乡下辖以下地区：
洛万村、未班村、一心村、陇纳村、平寨村和秧木村。